# 단석도서관
단석도서관은 경상북도 경주시에 있는 공립 도서관이다.

## 연혁
- 1996년 11월 22일 개관